# Мотола
Мо̀тола (на италиански: Mottola, на местен диалект се произнася Мотълъ) е град и община в Южна Италия, провинция Таранто, регион Пулия. Разположен е на 387 m надморска височина. Населението на града е 16 328 души (към 30 ноември 2010).